# Twilight (film 2008)
(Tagline del film)
Twilight è un film del 2008 diretto da Catherine Hardwicke, adattamento cinematografico dell'omonimo romanzo del 2005 di Stephenie Meyer.
Kristen Stewart ricopre il ruolo di Bella, un'adolescente che si innamora di un vampiro interpretato da Robert Pattinson. Il progetto è rimasto in sospeso per tre anni prima che la Summit Entertainment se ne assicurasse i diritti e lo mettesse in produzione. Il romanzo è stato adattato per lo schermo dalla sceneggiatrice Melissa Rosenberg nell'autunno del 2007 e terminato poco prima dell'inizio dello sciopero degli sceneggiatori del 2007/2008. Il film è stato principalmente girato nell'Oregon e nello Stato di Washington tra l'inverno del 2007 e la primavera del 2008.
La pellicola è uscita in Italia il 21 novembre 2008, in contemporanea con gli Stati Uniti. Un'anteprima italiana del film (circa 15 minuti della pellicola) è stata proiettata il 30 ottobre 2008 durante il Festival Internazionale del Film di Roma 2008. Twilight ha ottenuto il quattordicesimo posto nei maggiori incassi nel primo giorno di proiezione. Il film ha ottenuto un incasso internazionale di oltre 393.6 milioni di dollari.

## Trama
Bella Swan è una ragazza di diciassette anni un po' disagiata e disadattata, che si trasferisce dalla calda città di Phoenix alla piccola e piovosa cittadina di Forks, nello Stato di Washington, per vivere assieme al padre e per lasciare che la madre segua il suo nuovo compagno, un giocatore di baseball di serie B, nelle trasferte. Bella tutto immagina tranne che la sua vita stia per prendere una svolta inaspettata e mortalmente pericolosa.
A scuola, tutti sono contenti dell'arrivo della nuova studentessa e molti ragazzi cominciano a farle la corte. Nel frattempo, Bella stringe amicizia con due coetanee, Jessica Stanley e Angela Weber.
 Durante il primo giorno di scuola, Bella rimane incuriosita da un gruppo di fratelli e sorelle, i Cullen (Rosalie, Jasper, Edward, Emmett ed Alice), che siedono sempre in disparte e che attirano l'attenzione di tutti, essendo di bellissimo aspetto. Bella è attratta dal più giovane e il più affascinante dei fratelli, Edward Cullen.
Qualcosa, in Bella, costringe inizialmente Edward a starle lontano e in seguito ad avvicinarla. Inizia così, tra i due, una sospettosa amicizia che ben presto si trasforma in un'attrazione travolgente e irresistibile. Durante una gita in spiaggia, Bella parla con il suo amico d’infanzia, Jacob Black, venendo a conoscenza di un'antica leggenda: l'esistenza di licantropi e vampiri, nemici da secoli.
Un giorno, Bella rischia di essere uccisa da un'auto in corsa, che Edward ferma con la sola forza delle mani. La ragazza comincia così a sospettare che Edward sia una creatura soprannaturale, essendo dotato di forza e rapidità eccezionali; inoltre, i suoi occhi cambiano colore e la sua pelle è sempre fredda come il ghiaccio. Svolgendo una serie di ricerche, Bella si rende conto che Edward potrebbe essere un vampiro.
Nel corso di un emozionante incontro rivelatore, Edward conferma le supposizioni di Bella e i due si dichiarano reciprocamente; il giovane vampiro le confessa di averla aspettata per molto tempo e coinvolge la ragazza nella sua vita, portandola a conoscere i suoi familiari e rassicurando la ragazza sul fatto che i Cullen non si nutrono di prede umane ma di animali, definendosi quindi "vegetariani".
Nonostante gli ostacoli e la diversità della loro natura, i due giovani continuano a frequentarsi, ma la vita di Bella viene messa in grave pericolo quando in città giungono tre vampiri nomadi: Laurent, James e Victoria, questi ultimi sono compagni, che hanno mantenuto la natura di cacciatori di esseri umani. In particolar modo, James rimane ossessionato da Bella, tanto da pretendere di ucciderla a tutti i costi, scatenando così la reazione dell'intera famiglia Cullen e soprattutto di Edward, che vede nella ragazza umana la propria anima gemella.
James inizia la caccia; i Cullen cercano di confonderlo, mentre Alice e Jasper cercano di portare Bella il più lontano possibile, in modo tale che l'odore della ragazza non possa essere più seguito.
 Con un inganno, però, James attira Bella nella sua vecchia scuola di danza e, dopo averla intrappolata, la morde sul braccio, infettandola. Fortunatamente, Edward raggiunge i due e inizia a combattere contro James. Poco dopo arrivano anche gli altri Cullen, che uccidono il vampiro nomade nell'unico modo possibile, ovvero facendolo a pezzi e bruciando i resti.
Bella è agonizzante e in preda al delirio a causa del morso di James, allora Carlisle chiede al figlio adottivo di succhiare via il veleno dal corpo di Bella, ma Edward ha paura di perdere il controllo e di uccidere la ragazza. Nonostante i suoi timori, alla fine Edward tenta l'impresa e riesce con successo, evitando a Bella di divenire un vampiro, anche se il suo desiderio era proprio quello, in modo da restare per sempre con Edward.
Ripresasi dall'infortunio, Bella partecipa con Edward al ballo scolastico di fine anno, dove lo scongiura di trasformarla in vampiro per vivere l'eternità assieme. Edward riesce a dissuaderla, convincendola ad accontentarsi di una semplice vita umana e felice insieme a lui. Il film termina con un romantico ballo dei due. Nelle scene finali, si può notare Victoria, la ragazza di James, che li osserva fuori dall'edificio.

## Personaggi

### I Cullen
- Robert Pattinson è Edward Cullen, un vampiro di 120 anni che si è fermato all'età di diciassette. Come tutti i vampiri del film, è molto forte e veloce e ha il potere di leggere le menti, tranne quella di Bella. Figlio adottivo del dottor e della signora Cullen, si innamora di Bella Swan, un'umana alla quale non riesce a resistere per il desiderio che lo tiene legato a lei a doppio filo: la sete del suo sangue e l'amore che prova.
- Peter Facinelli è Carlisle Cullen un vampiro di 400 anni. Carlisle è la figura paterna della famiglia, avendo trasformato in vampiri, salvandoli dalla morte, sia sua moglie Esme che Edward. Trasformerà anche Rosalie ed Emmett. È medico e lavora nell'ospedale locale di Forks. La filosofia che sceglie è quella di non uccidere esseri umani per nutrirsi, ma solo animali, facendo seguire ai membri della famiglia la stessa via. I Cullen infatti si definiscono "vegetariani" per via del loro stile di vita.
- Elizabeth Reaser è Esme Cullen, moglie di Carlisle e figura materna della famiglia.
- Ashley Greene è Alice Cullen, una vampira che riesce a prevedere il futuro, almeno fino a che le decisioni non vengano cambiate. È la compagna di Jasper Hale, entrambi figli adottivi del dottor Cullen e signora, e diventa molto amica di Bella.
- Jackson Rathbone è Jasper Hale, un altro membro della famiglia Cullen. Essendosi avvicinato da poco al modo di vivere della famiglia, trova ancora un po' di difficoltà a gestire la sua sete di sangue umano. Ha la capacità di controllare le emozioni di coloro che lo circondano.
- Nikki Reed è Rosalie Hale, un'altra vampira adottata dalla famiglia. Viene definita come la donna più bella e si comporta in modo ostile con Bella perché è invidiosa del suo status di umana.
- Kellan Lutz è Emmett Cullen, il vampiro più forte della famiglia, anche lui figlio adottivo del dottor Cullen. È il marito di Rosalie.

### Gli umani
- Kristen Stewart è Bella Swan, una diciassettenne che si trasferisce a vivere da suo padre a Forks, Washington. Bella proviene da Phoenix. Comincia a frequentare l'high school locale e si imbatte nei Cullen, rimanendo coinvolta sentimentalmente da Edward.
- Billy Burke è Charlie Swan, il padre di Bella è lo sceriffo della polizia locale.
- Sarah Clarke è Renée Dwyer, madre di Bella che rimane a vivere in Arizona, con il suo nuovo compagno Phil.
- Matt Bushell è Phil Dwyer, il nuovo compagno di Renée.
- Taylor Lautner è Jacob Black, ha 16 anni ed è un vecchio amico d'infanzia di Bella e membro della tribù indiana dei Quileute. È lui che insegna a Bella la storia della famiglia Cullen e delle sue vere origini.
- Gil Birmingham è Billy Black, padre di Jacob e grande amico di Charlie.
- Solomon Trimble è Sam Uley, membro della tribù indiana dei Quileute.
- Christian Serratos è Angela Weber, una delle compagne di scuola di Bella.
- Michael Welch è Mike Newton, compagno di scuola di Bella, segretamente innamorato di lei.
- Anna Kendrick è Jessica Stanley, amica e compagna di scuola di Bella.
- Gregory Tyree Boyce è Tyler Crowley, un altro compagno di scuola di Bella. Rischierà di uccidere Bella con un incidente col suo furgone. Questo evento scatenerà la reazione di Edward che, per proteggere Bella dalla morte, si esporrà rivelando in parte la sua vera natura.
- Justin Chon è Eric Yorkie, compagno di scuola di Bella.
- Ned Bellamy è Waylon Forge, un amico di Charlie. Verrà ucciso dai vampiri nomadi. Il suo personaggio non appare nel libro.
- José Zúñiga è Mr. Molina, l'insegnante di biologia di Bella ed Edward. Nel libro, il suo personaggio si chiama Mr. Banner.
- Stephenie Meyer ha un cameo nella pellicola, interpretando una cliente al bancone del locale dove Charlie e Bella stanno pranzando.

### I Nomadi
- Cam Gigandet è James, membro di un trio di vampiri nomadi che si imbattono nella famiglia Cullen durante una partita a baseball all'aperto. Essendo un eccellente e vendicativo segugio, riconosce in Bella un'ottima battuta di caccia.
- Rachelle Lefèvre (successivamente in Eclipse, Bryce Dallas Howard) è Victoria, compagna di James. Ha la capacità di far disperdere le proprie tracce.
- Edi Gathegi è Laurent, il membro più civilizzato del trio. Avvertirà i Cullen sulla determinazione di James e non prenderà parte alla caccia di Bella, abbandonando il gruppo.

## Produzione
Nel 2004 viene segnalato da un agente letterario di New York il manoscritto di Twilight a Greg Mooradian. A sua volta, il produttore fa notare la potenzialità della storia al presidente di produzione della Paramount MTV Films, Karen Rosenfeld, che decide di ingaggiare uno sceneggiatore per cominciare la prima stesura del film. Nell'aprile del 2004, la Rosenfeld perde il ruolo di presidente di produzione alla Paramount e il progetto di Twilight viene accantonato, fino all'arrivo di una nuova amministrazione. Intanto, il libro diventa un best seller in tutto il mondo, cominciando a suscitare la curiosità del pubblico e dei vari produttori indipendenti. Una delle prime case di produzione a notare questo fenomeno è la Summit Entertainment, specializzata in finanziamenti a produzioni minori. Il presidente della Summit, Erik Feig, stava cercando un progetto da mandare avanti e, ad un incontro con Karen Rosenfeld, gli viene segnalato appunto che alla Paramount MTV Films stavano scadendo i termini per i diritti di Twilight. Feig, sotto consiglio della Rosenfeld, e grazie anche all’appoggio del famoso produttore Luca Lombardo, si assicurò i diritti per la pellicola nel febbraio del 2006.

### Regia
Nel 2007 Catherine Hardwicke interpretava il ruolo di giurata al Sundance Film Festival quando incontrò alcuni dirigenti della Summit, tra i quali Patrick Wachsberger ed Eric Feig, con i quali aveva già collaborato come designer di produzione per Vanilla Sky (2001), distribuito appunto dalla Summit Entertainment. Feig si dichiarò fan della regista, grazie alla pellicola di debutto della Harwicke, Thirteen (2003) e le propose di pensare al fatto di dirigere lei stessa il film. La regista diede una occhiata alla prima stesura della sceneggiatura da parte della MTV Paramount e, dato che vi erano troppe incongruenze rispetto al romanzo originale, decise di assumersi l'incarico della regia e di assicurarsi una nuova sceneggiatura che rispecchiasse se non tutto, almeno buona parte del manoscritto originale.

### Sceneggiatura
La prima stesura della sceneggiatura, a cura della MTV Paramount, prevedeva che il personaggio di Bella fosse un'atleta e non la ragazza goffa e impacciata del libro. La Hardwicke, chiese alla Summit di poter agire su una nuova sceneggiatura, per rendere il personaggio di Bella Swan più fedele a quella del libro. La nuova sceneggiatura venne affidata a Melissa Rosenberg, con la supervisione della stessa scrittrice Stephenie Meyer, che ne approvò il progetto.

### Cast

#### Kristen Stewart/Bella Swan

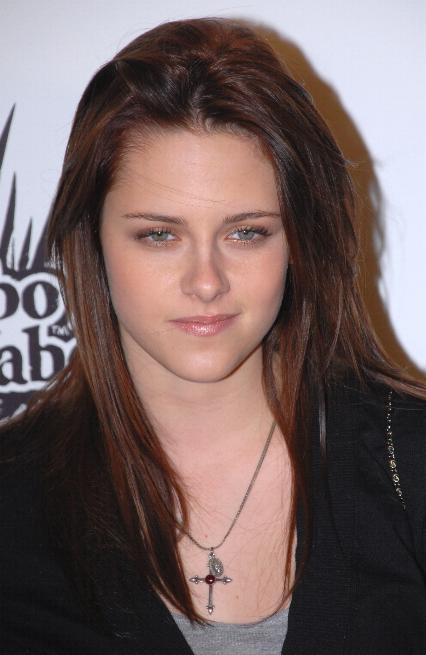
Kristen Stewart

La difficoltà, una volta partito il progetto, era quella di trovare gli interpreti per la pellicola e, specialmente, i due protagonisti che avrebbero dovuto interpretare sullo schermo i personaggi di Bella Swan e di Edward Cullen. Le legioni di fan di Twilight, avevano già in mente delle immagini dei vari personaggi presenti tra le pagine del libro. La prima ad essere ingaggiata fu Kristen Stewart, che aveva già preso parte a produzioni importanti come Panic Room, film del 2002 con Jodie Foster e Into the Wild - Nelle terre selvagge per la regia di Sean Penn. È proprio grazie a quest'ultima interpretazione che la Hardwicke decide di sceglierla per il ruolo, dato che la regista vide nel volto dell'attrice, la giusta miscela di innocenza e desiderio, proprio del personaggio di Bella Swan descritta tra le pagine del libro. Oltretutto, l'attrice all'epoca aveva 17 anni, l'età giusta per interpretare il ruolo di Bella.

#### Robert Pattinson/Edward Cullen

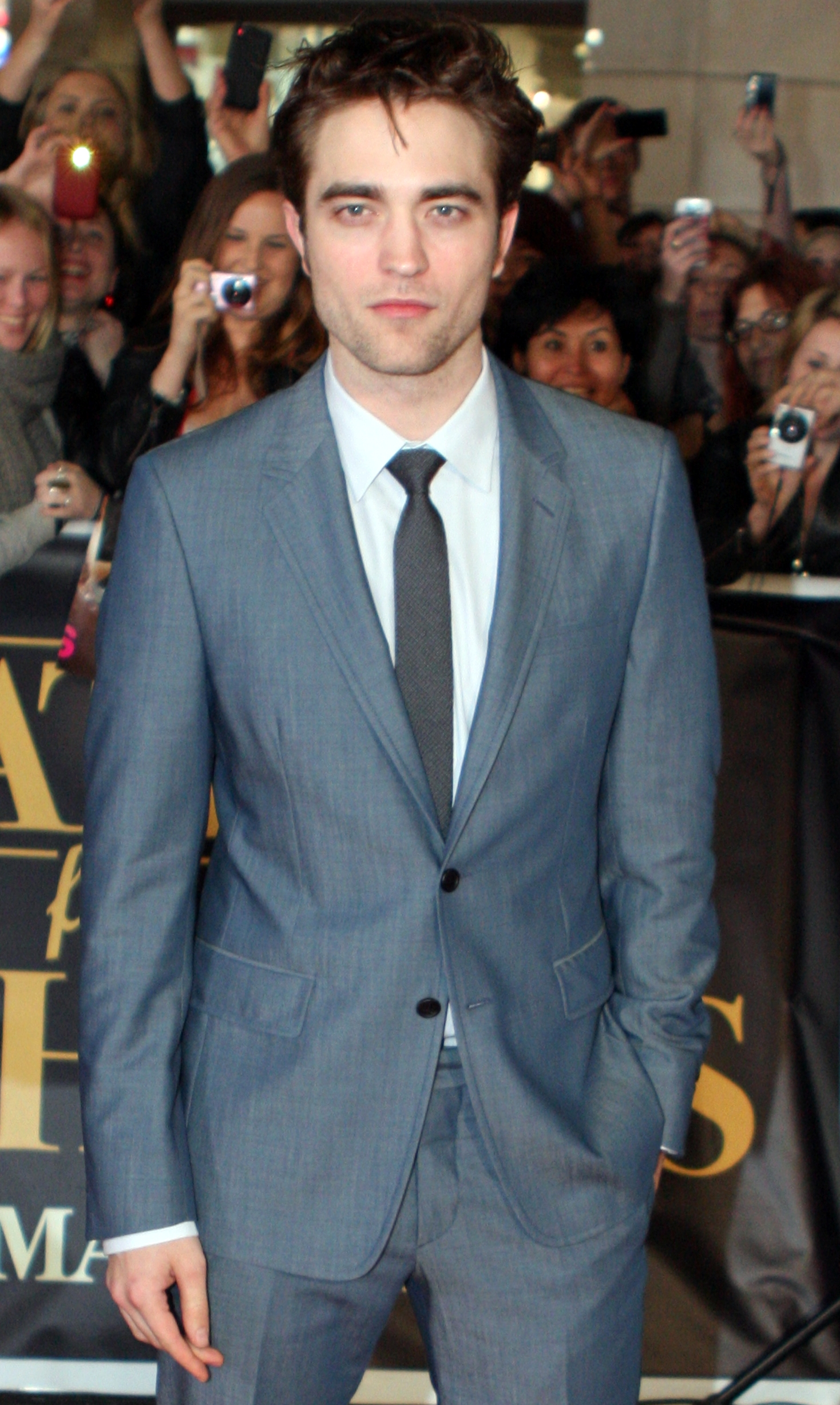
Robert Pattinson

La difficoltà maggiore nel casting fu rappresentata dalla scelta dell'attore giusto per interpretare il ruolo del vampiro diciassettenne Edward Cullen. Nelle pagine del libro, la Meyer descrive Edward come "bello come un Dio greco" e nell'immaginario collettivo non sarebbe stato comunque possibile accontentare milioni di persone sulla scelta del volto giusto. Sul sito ufficiale di Stephenie Meyer apparve una lista di potenziali attori che avrebbero potuto ricoprire il ruolo di Edward Cullen e, tra questi, si annoveravano i nomi di Henry Cavill, Hayden Christensen, Robert Pattinson, Orlando Bloom e Gerard Way. Le prime scelte furono Henry Cavill, Jackson Rathbone, Ben Barnes, Shiloh Fernandez, Dustin Milligan e Dave Franco, i quali rifiutarono tutti per impegni precedenti o disinteresse per il progetto, dando così spazio a Pattinson. La scelta di Henry Cavill venne accantonata per motivi di età, dato che l'attore al tempo delle riprese avrebbe avuto 25 anni e che farlo passare per un eterno diciassettenne sarebbe stato alquanto difficile. Secondo la Hardwicke la scelta del personaggio di Edward fu la più difficile e frustrante. Venne considerato di fare un provino a Robert Pattinson, anche sotto segnalazione dello stesso produttore Greg Mooradian che lo aveva notato nel ruolo di Cedric Diggory nella pellicola Harry Potter e il calice di fuoco del 2005. La regista contattò Pattinson per un primo provino con la co-protagonista Stewart, per verificare se tra i due attori ci fosse stata la chimica giusta per recitare insieme. La Hardwicke dichiarò che la vicinanza dei due attori fece sparire i dubbi sulla scelta del protagonista del film, d'accordo con la scrittrice Stephenie Meyer, anche lei presente al provino. La scelta cadde così su Robert Pattinson anche perché, nonostante all'epoca del film avesse già compiuto 22 anni, avrebbe potuto passare per un diciassettenne senza alcun problema. Pattinson non aveva mai sentito parlare del libro di Twilight e prima di iniziare le riprese lesse tutti i libri della saga per poter interagire meglio con il carattere di Edward. Inoltre, per calarsi meglio nel personaggio, la Meyer gli concesse di leggere il manoscritto non ancora pubblicato di Midnight Sun, la versione di Twilight dal punto di vista di Edward, per permettere all'attore di catturare al meglio il carattere solitario di Edward.
(Stephenie Meyer)

#### Altri interpreti

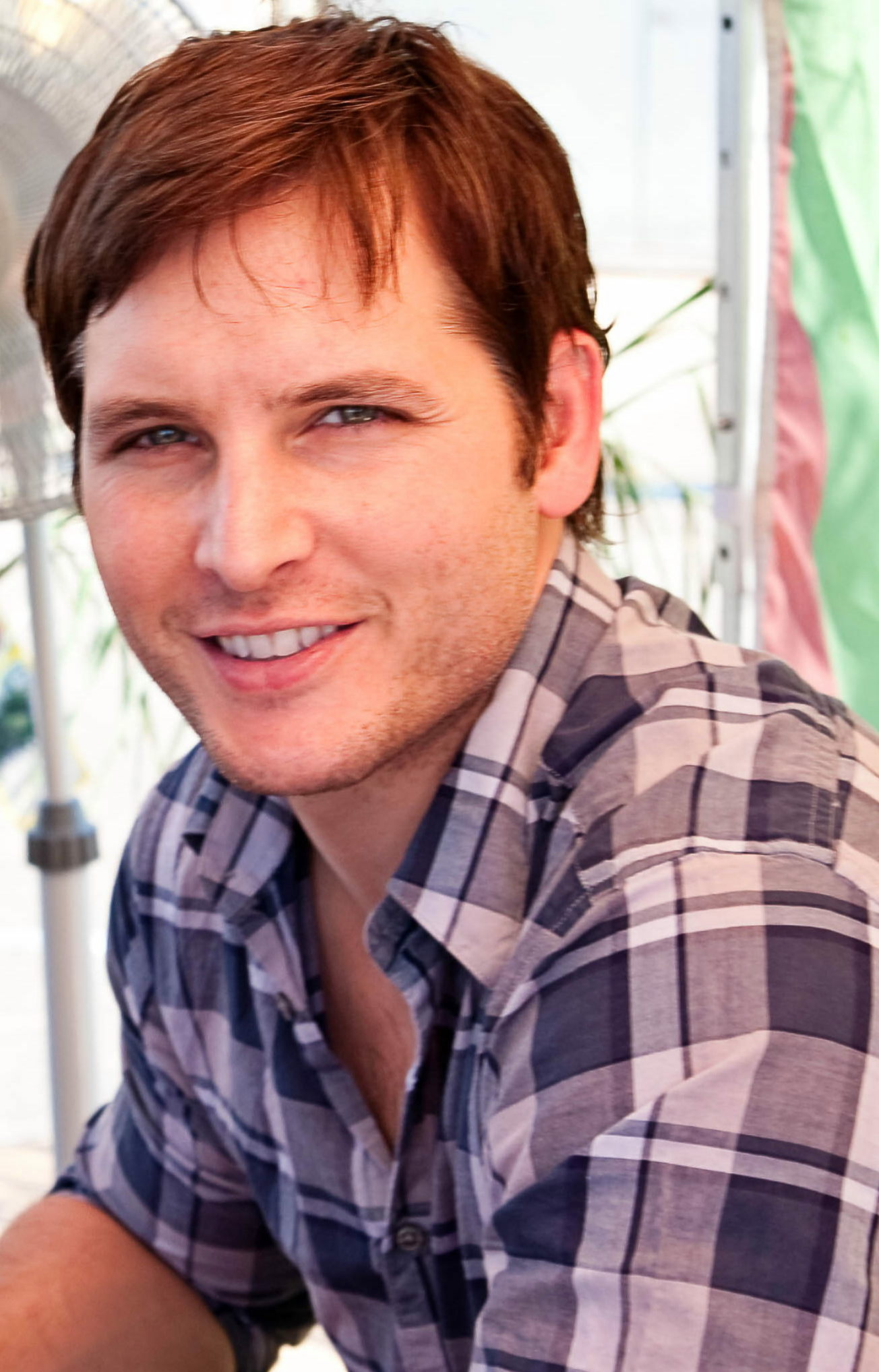
Peter Facinelli

Peter Facinelli / Carlisle Cullen
Per il ruolo del dottor Carlisle Cullen, viene contattato dalla Hardwicke l'attore americano Peter Facinelli, che in un primo momento rifiutò l'ingaggio, credendo che si trattasse di un ruolo pieno di scene cruenti. Successivamente, vengono considerate altre scelte e Facinelli si procura intanto una copia del libro di Twilight, per leggerne la storia e valutarne il ruolo. L'attore che venne scelto al suo posto si ritirò dal progetto e Facinelli cambiò idea sul contenuto della storia che vedeva come protagonista il personaggio di Carlisle Cullen. Contattò la Hardwicke per chiederle se era ancora disponibile il ruolo e la regista, grande fan di Facinelli per le sue interpretazioni in produzioni come Six Feet Under, decise di affidare a lui la parte.
Nikki Reed / Rosalie Hale
Per il ruolo di Rosalie Hale, viene ingaggiata l'attice ventenne Nikki Reed, che aveva già lavorato con Catherine Hardwicke come attrice e coautrice nella sceneggiatura di Thirteen (2005) e come interprete in Lords of Dogtown del 2005, entrambi film diretti dalla Hardwicke.

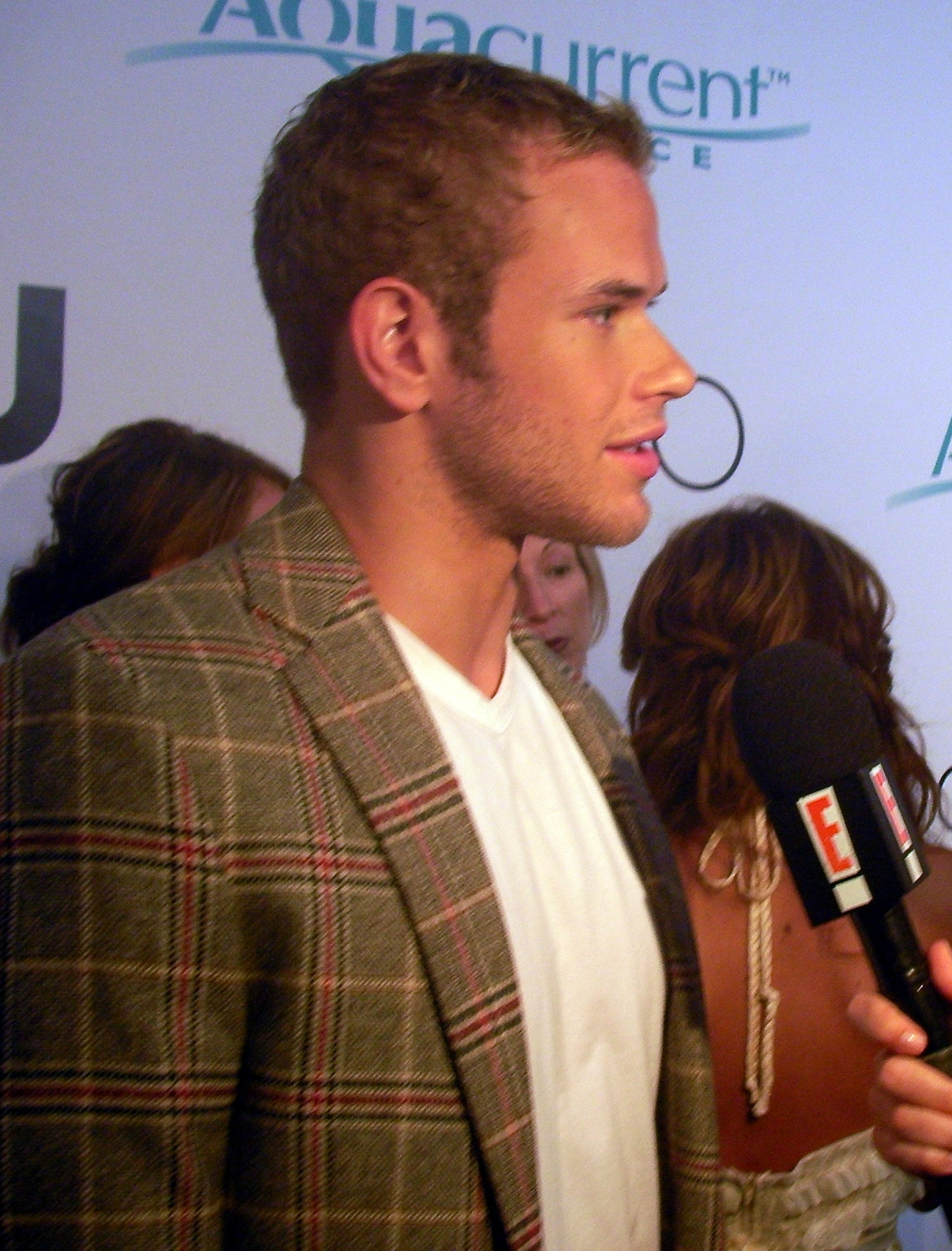
Kellan Lutz

La Reed dichiarò in seguito che l'ingaggio la spaventò molto, dovendo interpretare il ruolo di Rosalie, uno dei cinque figli adottati dal dottor Cullen, descritta nel libro come "la persona più bella del mondo."
Kellan Lutz / Emmett Cullen
Kellan Lutz venne selezionato per un'audizione per il ruolo di Emmett Cullen, e all'epoca del casting, l'attore si trovava in Africa per girare alcune scene della miniserie della HBO Generation Kill. Nel dicembre del 2007, Lutz è volato in Oregon per prendere parte ai provini e venne scelto per il ruolo di Emmett dalla Hardwicke che lo selezionò personalmente tra gli altri aspiranti al ruolo.
Ashley Greene / Alice Cullen

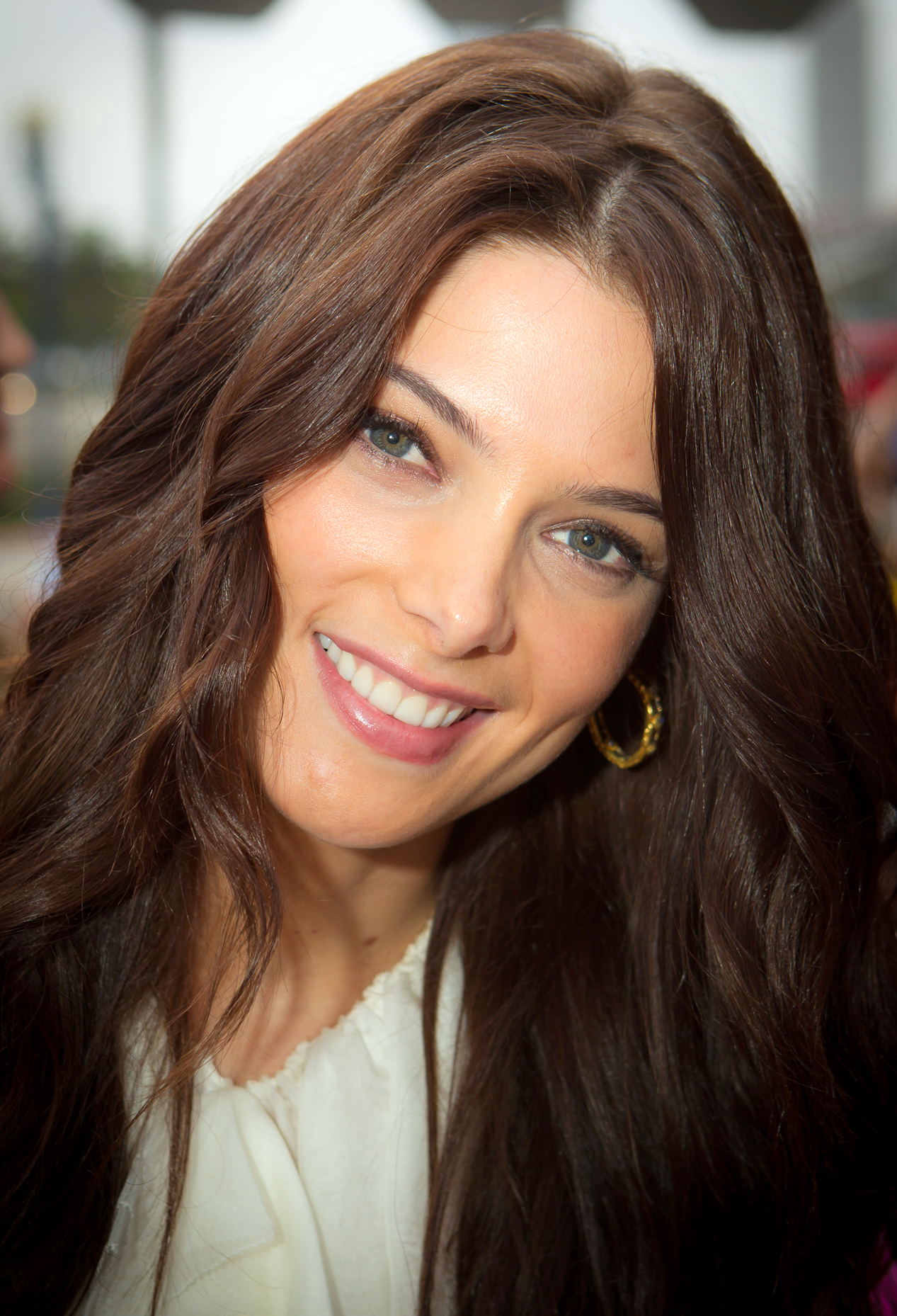
Ashley Greene

Ashley Greene viene ingaggiata per interpretare il ruolo di Alice Cullen. L'attrice successivamente a questo ruolo, viene ingaggiata per interpretare accanto a Kellan Lutz un altro film in lavorazione per il mese di dicembre, nel quale invece di interpretare la sorella sarà la sua fidanzata.
Jackson Rathbone / Jasper Hale
Jackson Rathbone interpreta il ruolo di Jasper, l'ultimo dei membri che entra a far parte della famiglia Cullen. L'attore è famoso per aver recitato nelle serie Beautiful People e The OC. Rathbone ha lavorato sulla sua pronuncia, enfatizzando l'accento del sud, dato che il personaggio di Jasper proviene dal Texas.

### Riprese

#### Location

##### Forks
La storia di Twilight è ambientata nella Penisola Olimpica di Washington e precisamente nella cittadina di Forks. Il supervisore delle location, James Lin, fece un sopralluogo a Forks due mesi prima dell'inizio delle riprese ma nella zona c'erano stati diversi disboscamenti a causa delle industrie del legname presenti. Si decise di trovare un'alternativa per rendere fedelmente le ambientazioni del libro. Il problema maggiore era anche quello di non avere a Forks le infrastrutture adatte per una produzione a basso budget. Il nuovo sopralluogo avvenne nella zona di Portland in Oregon, sempre nella zona nord-ovest del Pacifico. Ma a Portland si verificò l'inverno più freddo e piovoso degli ultimi anni. Alla fine, venne selezionata come location degli esterni la cittadina di Vernonia, sempre nello Stato dell'Oregon.
Per le scene dell'high school, vennero usate delle vecchie strutture in mattoni della Kalama High Scool di Portland e il preside del vero liceo di Forks fornì alla troupe l'utilizzo dei loghi e degli striscioni della propria scuola, per poter essere utilizzate nella pellicola. L'aula di biologia nella quale si incontrano per la prima volta Bella ed Edward, è stata allestita in un'aula di giornalismo della Madison High Scool di Portland, per l'ampiezza della struttura. Nel realizzarne gli interni, venne chiesto l'aiuto del capo del Dipartimento di Biologia dell'Università dell'Oregon, dal responsabile della scenografia Gene Sardena. La collaborazione dei due uomini riuscì a dare all'aula di biologia un aspetto non troppo all'avanguardia, dato che il liceo di Forks non poteva essere rappresentato con strumentazioni troppo moderne o sofisticate. Si optò per qualche barattolo pieno di creature in formaldeide, un gufo impagliato ed altri oggetti. Per rendere lo sfondo romantico, dato che è proprio in quel luogo che scaturisce la storia tra i due protagonisti, si decise anche di sparpagliare per la classe alcune piante da fiore, per ammorbidirne l'aspetto tecnico.

##### La casa di Bella
Per la casa della famiglia Swan, si scelse un edificio a St. Helens, sempre nello Stato dell'Oregon. La scelta dell'edificio doveva rispecchiare il fatto che Charlie fosse single, ma che comunque avesse abitato in una casa con una famiglia e quindi non dovesse rispecchiare il classico appartamento da scapolo. La stanza da letto di Bella è stata realizzata in tre location differenti, ognuna delle quali supervisionata personalmente dalla regista. Per dare l'idea che in quella casa, fosse vissuta precedentemente anche la madre di Bella, vennero aggiunte alla parete, delle immagini di piccoli lavoretti artigianali.

##### La casa dei Cullen
La descrizione della casa dei Cullen nel romanzo, è quella di un edificio isolato esposto a sud con grandi vetrate, una grande scala e arredamento bianco. L'edificio che la regista si augurava di trovare avrebbe dovuto rappresentare lo status di una ricca famiglia di vampiri. Si decise di scegliere l'abitazione di un dirigente della Nike residente a Portland. La regista vide la foto dell'edificio su una rivista del settore e la scelse proprio per la struttura moderna e sofisticata. La casa aveva il terzo piano completamente circondato da porte finestre apribili, senza l'ausilio del balcone. La Hardwicke vide in quella scelta architettonica del terzo piano, la stanza "da letto" ideale per il personaggio di Edward Cullen. Gli interni vennero smantellati dal loro mobilio moderno e ri-adattati in modo da rispecchiare la vasta storia che i Cullen avevano vissuto, sparpagliando per le stanze oggetti come radio antiche e vecchie fotografie, che i vampiri avrebbero potuto collezionare nel tempo. L'altra peculiarità della famiglia Cullen che traspare dal romanzo è il loro amore per le automobili. La struttura della casa aveva un garage che ospitava solamente due auto e quindi, per la scena della fuga, venne scelto il garage interno, con capienza di quattro autovetture, di un'altra abitazione situata fuori città.
Per la stanza di Edward, si pensò di utilizzare come scenografia degli oggetti che rispecchiassero l'anima tormentata e introspettiva del vampiro e si decise di arredarla con pile di giornali e testi di filosofia, in modo da dare un senso alle lunghe notti insonni passate da Edward, dato che il vampiro non ha la facoltà di dormire.

##### La Push
Le immagini della spiaggia di La Push, vennero realizzate sulla costa dell'Oregon, in un territorio altamente impervio da raggiungere con i mezzi di produzione. Infatti, le riprese vennero effettuate con l'ausilio di handy-cam e l'intero cast dovette affrontare la discesa difficoltosa alla spiaggia attraverso massi resi scivolosi dall'umidità e dalla pioggia, dato che il servizio del parco locale non autorizzava l'ingresso nel luogo agli automezzi e ai veicoli della produzione.

##### La radura
Per la scena della radura, in cui Edward si rivela alla luce del sole, venne trovata una piccola insenatura a Mount Hood, una zona vulcanica a nord dell'Oregon. Fu il responsabile Don Baldwin a proporre il luogo, avendolo già utilizzato per alcune riprese di Into the Wild - Nelle terre selvagge. La scelta rispecchiava nel dettaglio la spiritualità di quella descritta nel libro ma poco prima delle riprese, ci furono una serie di nevicate che resero la zona impraticabile. Si decise, dato il limite di tempo a disposizione, di utilizzare una zona di bosco fuori Portland, molto adatta alla scena dato che era circondata da rocce e vegetazione adatta allo scopo.

### Trucco e costumi
L'intera produzione dovette fare i conti con il clima piovoso e umido della Penisola Olimpica, imbattendosi oltretutto in uno dei peggiori inverni degli ultimi anni. Lo staff dei truccatori si è scontrato con la difficoltà a mantenere acconciati e truccati gli attori, dato che la pioggia continuava a cadere ininterrottamente per interi giorni. I produttori Wyck Godfrey e Michele Imperato, misero a disposizione tende con stufe e specchi per il make-up, per permettere ai truccatori di agire sul luogo. Gli attori sono stati costantemente tenuti al coperto con l'ausilio di ombrelli, dato che il tempo minimo per acconciare le loro teste variava da un minimo di 30 minuti ad un massimo di un'ora. Questo problema rallentava la tabella di marcia e incideva notevolmente sul budget, già molto ridotto. Kristen Stewart, all'epoca delle riprese, era ancora minorenne e non poteva sostare sul set per più di 5 ore, come prevede il contratto per gli attori che non hanno ancora raggiunto la maggiore età e più tempo richiedeva l'acconciatura, meno tempo avrebbe potuto dedicare alle scene. Si decise quindi di utilizzare una "parrucca a tre quarti", che le veniva applicata alla nuca, in modo da poter essere preparata in assenza di umidità mentre l'attrice non era presente sul set.
Per i costumi, si scelse di non vestire i vampiri con il classico colore nero, ma di far indossare loro delle tonalità fredde, enfatizzandone la caratteristica della loro pelle. Si optò per colori che virassero dall'azzurro al blu scuro, proprio per far risaltare il pallore dei loro volti senza appesantirli. Per il look di Esme, si pensò ad un'acconciatura classica degli anni trenta, mentre Peter Facinelli, introdusse per il suo personaggio l'idea di fargli indossare delle lunghe sciarpe a coprirne il collo, avendo subito proprio in quel punto il morso che lo rese un vampiro, nel momento dell'aggressione del suo creatore. Per il look di Edward, vennero pensati vestiti di alta sartoria che rispecchiassero appieno l'epoca in cui Edward era vissuto da umano ma poi si scelse di vestirlo con jeans, t-shirt di marca e abbigliamento più consono all'epoca contemporanea. Alcuni attori dovettero essere tinti del colore di capelli opposto a quello naturale, tra cui Peter Facinelli, Kellan Lutz e Nikki Reed. Per il personaggio di James, venne scelto come abbigliamento un giubbotto da motociclista che avrebbe potuto rubare ad una delle sue precedenti vittime, e si optò per un'acconciatura con capelli lunghi e disordinati, tenuti insieme da un laccio di pelle. Prima di modificare il personaggio, Stephenie Meyer diede il suo assenso alla scelta estetica intrapresa. I tre vampiri avrebbero dovuto essere scalzi ma dato il clima rigido, il reparto costumi realizzò degli speciali stivali in neoprene, dipinti poi con una tinta color carne. Per quasi tutta la durata delle riprese, a causa della pioggia, dell'umidità e della neve, gran parte del cast indossò della biancheria termica e delle sottili mute da sommozzatore, simili a quelle usate dai surfisti.

#### Lo stemma dei Cullen
Per enfatizzare lo spirito di appartenenza della famiglia Cullen, molto presente tra le pagine del libro, la costumista Wendy Chuck, con l'aiuto dell'addetta agli accessori di scena Cynthia Nibler, pensò di creare uno stemma con il simbolo del loro clan. Nel film infatti, ogni membro della famiglia indossa in maniera personale, un gioiello con l'araldico che rappresenta il clan dei Cullen: Carlisle lo indossa in un anello che porta all'anulare sinistro, Esme in un braccialetto d'argento, Rosalie in una collana con catenina, Alice in un collarino di velluto e i tre fratelli Edward, Emmett e Jasper in un polsino a fascia di pelle.

### Effetti speciali
Nel dicembre del 2007, il team degli effetti visivi di Richard Kidd, insieme al responsabile degli stunt Andy Cheng (famoso per essere stato la controfigura dell'attore cinese Jackie Chan), fecero dei sopralluoghi in una foresta nei dintorni di Los Angeles per verificare quali effetti si potessero realizzare fisicamente e quali in post-produzione. La partita di baseball dei vampiri, venne ripresa con l'ausilio di una cinepresa ad alta velocità che catturava 1.000 fotogrammi al secondo. Questo per rendere più fluida la sensazione della velocità e della forza dei vampiri, enfatizzati poi in post-produzione dall'ausilio del rallentatore. Andy Chang, coordinatore degli stuntman e regista della seconda unità, si prodigò molto per fare in modo che gli attori interagissero personalmente con le scene di combattimento, senza l'ausilio immediato della controfigura se non nel momento dell'azione vera e propria. Per aiutare gli attori ad interpretare la velocità e la forza del loro status di vampiro, si decise di usare dei cavi per sollevarli e spostarli, al momento del bisogno. Prima di girare le scene, d'accordo con la regista, si decise quali e fino a che punto dovessero essere rappresentati i poteri dei vampiri. La preoccupazione di Cheng era la coerenza con la quale rappresentare tutti i personaggi. Si decise che l'altezza massima dei salti, concessa ai vampiri fosse stabilita in circa 6 metri e per abituare gli attori alla spinta e all'atterraggio, vennero studiati filmati di caccia di puma e leoni di montagna e tenute delle vere e proprie lezioni di comportamento felino denominate "lezioni di gatto", con l'aiuto di una coreografa di Portland, Dee Dee Anderson.
Per la scena dell'incidente col furgone, vennero usati degli airbag che tenevano il mezzo sollevato dal suolo a circa 3 cm. Il furgone venne poi spinto verso gli attori e fermato da un cavo che lo avrebbe arrestato nel momento in cui Edward lo blocca con la mano. Per ricreare l'illusione dell'ammaccatura sulla portiera, venne creato uno strato di diversi fogli di alluminio assemblati tra loro e bucata nel punto dell'impatto della mano.
Un altro effetto presente nel film, che risultò parecchio difficoltoso da realizzare, era la scena in cui Edward si rivela a Bella sotto la luce del sole. Nelle pagine del romanzo, la sua reazione ai raggi del sole è spiegata come una sorta di effetto diamante. La Industrial Light & Magic di George Lucas, si interessò al progetto. Iniziarono a digitalizzare una foto di Robert Pattinson per riprodurre un effetto di movimento dell'attore. Vennero realizzati degli effetti prismatici sull'immagine di Pattinson in modo che sembrasse una luce riflessa e non una luce trasmessa. Pattinson si recò poi alla Gentle Giant Studio, una compagnia specializzata nello scanning 3-D. Venne eseguita una scansione completa del corpo dell'attore, in modo da poter applicare in fase di post-produzione i risultati della digitalizzazione dell'immagine. Poi, le immagini del corpo di Pattinson vennero fatte combaciare con l'effetto prismatico realizzato in precedenza e i due risultati vennero poi sovrapposti per dare la sensazione che le parti che brillavano si muovessero in contemporanea con lui, durante la scena della radura.

## Colonna sonora
La colonna sonora di Twilight racchiude diversi musicisti. Tra questi, il gruppo dei Paramore e l'ex frontman dei Jane's Addiction, Perry Farrell, sono stati gli unici a scrivere le loro canzoni, esclusivamente per il film. Robert Pattinson, essendo anche un ottimo musicista, era stato invitato a scrivere dei pezzi che entrassero a far parte della colonna sonora. Le canzoni di Pattinson si intitolano, rispettivamente Never Think e Let me sign. Nella versione CD della colonna sonora ufficiale, è presente solo la traccia di Never Think, mentre durante il film, viene inserita anche la traccia Let me sign. Inoltre, la Hardwicke, gli aveva proposto di comporre lui stesso il pezzo intitolato Bella's Lullaby al pianoforte. Pezzo che sarebbe poi stato incluso nella colonna sonora. La regista ha infatti dichiarato, a proposito della sua abilità di musicista:
Il progetto verrà alla fine accantonato e la ninna nanna di Bella sarà infine composta dal musicista Carter Burwell, autore di altre grandi colonne sonore per film come Velvet Goldmine e Il grande Lebowski, entrambi film del 1998.
Di seguito, la lista delle tracce della colonna sonora composta da vari artisti:
1. Muse — Supermassive Black Hole
2. Paramore — Decode
3. The Black Ghosts — Full Moon
4. Linkin Park — Leave Out All the Rest
5. MuteMath — Spotlight (Twilight Mix)
6. Perry Farrell — Go All The Way (Into The Twilight)
7. Collective Soul — Tremble For My Beloved
8. Paramore — I Caught Myself
9. Blue Foundation — Eyes On Fire
10. Robert Pattinson — Never Think
11. Iron & Wine — Flightless Bird, American Mouth
12. Carter Burwell — Bella's Lullaby

## Distribuzione

### Date di uscita
| Date di release internazionali | Date di release internazionali     | Date di release internazionali            |
| Paese                          | Titolo film                        | Date                                      |
| ------------------------------ | ---------------------------------- | ----------------------------------------- |
| Stati Uniti                    | Twilight                           | 17 novembre 2008 - première a Los Angeles |
| Russia                         | Сумерки                            | 21 novembre 2008                          |
| Italia                         | Twilight                           | 21 novembre 2008                          |
| Svezia                         | Twilight                           | 21 novembre 2008                          |
| Filippine                      | Twilight                           | 21 novembre 2008                          |
| Canada                         | Twilight                           | 21 novembre 2008                          |
| Messico                        | Crepúsculo                         | 21 novembre 2008                          |
| Belgio                         | Twilight                           | 26 novembre 2008                          |
| Repubblica Ceca                | Stmívání                           | 27 novembre 2008                          |
| Ungheria                       | Alkonyat                           | 27 novembre 2008                          |
| Regno Unito                    | Twilight                           | 3 dicembre 2008 - première a Londra       |
| Spagna                         | Crepúsculo                         | 5 dicembre 2008                           |
| Australia                      | Twilight                           | 11 dicembre 2008                          |
| Finlandia                      | Houkutus                           | 18 dicembre 2008                          |
| Francia                        | Twilight: Chapitre 1 - Fascination | 7 gennaio 2009                            |
| Grecia                         | Lykofos                            | 8 gennaio 2009                            |
| Polonia                        | Zmierzch                           | 9 gennaio 2009                            |
| Svizzera                       | Twilight                           | 15 gennaio 2009                           |
| Germania                       | Twilight - Biss zum Morgengrauen   | 15 gennaio 2009                           |
| Turchia                        | Alacakaranlik                      | 20 gennaio 2009                           |
| Danimarca                      | Tusmørke                           | 9 febbraio 2009                           |
| Ecuador                        | Twilight                           | 6 marzo 2009                              |
| Giappone                       | Twilight                           | 4 aprile 2009                             |

### Edizioni home video

#### DVD
Il DVD di Twilight è uscito il 21 marzo 2009 sul mercato americano. Il DVD tradizionale è disponibile in tre versioni e il Blu-ray Disc in due versioni:
| - DVD disco singolo - Commento audio di Catherine Hardwicke, Robert Pattinson e Kristen Stewart. - Tre video musicali (Muse, Paramore, Linkin Park). - Cinque scene estese (7 minuti). - DVD Special Edition - 2 dischi - Disco uno: - Commento audio di Catherine Hardwicke, Robert Pattinson e Kristen Stewart. - Tre video musicali (Muse, Paramore, Linkin Park). - Cinque scene estese (7 minuti). - Disco due: - Scene eliminate con introduzione della regista (8 minuti). - Documentario diviso in sette parti della durata di 40 minuti. - Conferenza stampa a New York. - Video promozionale della durata di 15 minuti. - DVD Deluxe Edition - 3 dischi - Disco uno: - Commento audio di Catherine Hardwicke, Robert Pattinson e Kristen Stewart. - Tre video musicali (Muse, Paramore, Linkin Park). - Cinque scene estese (7 minuti). - Disco due: - Scene eliminate con introduzione della regista (8 minuti). - Documentario diviso in sette parti della durata di 40 minuti. - Conferenza stampa a New York. - Video promozionale della durata di 15 minuti. - Disco tre: - Conversazione con Stephenie Meyer (47 minuti). - La musica di Twilight (11 minuti). - Diventare Edward: il viaggio di Robert Pattinson (14 minuti). - Diventare Bella: il viaggio di Kristen Stewart (11 minuti). - Montaggio del bacio del vampiro e Robert Pattinson al pianoforte (9 minuti). - Montaggio del video musicale Bella's Lullaby (6 minuti). - La confezione contiene degli esclusivi gadget quali otto cards dei personaggi principali, alcuni tatuaggi che si illuminano al buio e una borsa di tela personalizzata Twilight. | - Blu-Ray Special Edition - disco singolo - Commento audio di Catherine Hardwicke, Robert Pattinson e Kristen Stewart. - Tre video musicali (Muse, Paramore, Linkin Park). - Cinque scene estese (7 minuti). - Scene eliminate con introduzione della regista (8 minuti). - Documentario diviso in sette parti della durata di 40 minuti. - Conferenza stampa a New York. - Video promozionale della durata di 15 minuti. - Blu-Ray Deluxe Edition - 2 dischi - Disco uno: - Commento audio di Catherine Hardwicke, Robert Pattinson e Kristen Stewart. - Tre video musicali (Muse, Paramore, Linkin Park). - Cinque scene estese (7 minuti). - Scene eliminate con introduzione della regista (8 minuti). - Documentario diviso in sette parti della durata di 40 minuti. - Conferenza stampa a New York. - Video promozionale della durata di 15 minuti. - Disco due: - Conversazione con Stephenie Meyer (47 minuti). - La musica di Twilight (11 minuti). - Diventare Edward: il viaggio di Robert Pattinson (14 minuti). - Diventare Bella: il viaggio di Kristen Stewart (11 minuti). - Montaggio del bacio del vampiro e Robert Pattinson al pianoforte (9 minuti). - Montaggio del video musicale Bella's Lullaby (6 minuti). |

I DVD sono distribuiti dalla Eagle Pictures e in Italia sono disponibili dal 1º aprile 2009.

##### Incassi DVD
Nel primo giorno di uscita del DVD, Twilight ha venduto negli Stati Uniti oltre 3 milioni di copie per un incasso che si aggira attorno ai $50.000.000. Il film ha realizzato un record di vendita entrando nella top 5 dei titoli più venduti degli ultimi due anni.

## Accoglienza

### Incassi
Twilight ha incassato più di 7 milioni di dollari dalla mezzanotte del primo spettacolo il 21 novembre 2008. Secondo le stime della Fandango, nella classifica dei maggiori incassi nel primo giorno di proiezione, Twilight si è collocato al 14º posto con $ 35.978.348, e al 41º posto nella classifica dei migliori incassi nella settimana d'apertura con $ 93.362.477. L'incasso totale al 2 aprile 2009 è di $ 384,997,808. In Italia, la pellicola ha incassato in tutto € 11.411.000.. Il primo trailer del film, nella prima settimana di messa in onda su MySpaces Trailerpark, è stato visionato da circa tre milioni di utenti. Nel luglio del 2008 è stato realizzato e distribuito il secondo trailer ufficiale del film e quest'ultimo è stato scaricato dai fan 1,6 milioni di volte.

### Critica
Il film ha ricevuto critiche negative da molti critici cinematografici in Italia.
Il dizionario Morandini dà alla pellicola 2 stelle su 5, recensendo così: "La combinazione è un fallimento: il thriller sentimentale precipita continuamente nel ridicolo involontario, i dialoghi sciocchini fanno venire l'acidità, i giovani attori sono impacciati, la tempesta ormonale si manifesta con slow motion, sovraesposizioni e colpi di carrellate circolari.".
Il sito Rotten Tomatoes indica un voto di 5.41/10, con il 49% delle recensioni positive, mentre Metacritic indica un voto di 56/100.

## Riconoscimenti
Il film è stato candidato e premiato alle seguenti cerimonie di premiazione cinematografica:

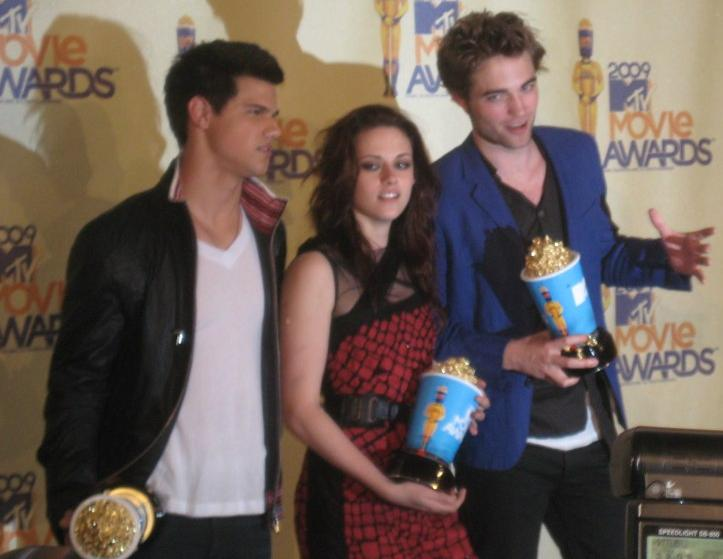
Taylor Lautner, Kristen Stewart e Robert Pattinson agli MTV Movie Awards 2009.

2009 Academy of Science Fiction, Fantasy & Horror Films, USA (Saturn Award);
- Nomination miglior film fantasy;

2009 Young Artist Award:
- Premio miglior attrice emergente a Christian Serratos;

2009 MTV Movie Awards:
- Premio al miglior film;
- Premio alla miglior performance femminile a Kristen Stewart;
- Premio alla migliore performance rivelazione maschile a Robert Pattinson;
- Premio per il miglior combattimento;
- Premio per il miglior bacio;
- Nomination per la miglior canzone per Decode cantata dai Paramore;

2009 Teen Choice Awards:
- Premio miglior film drammatico;
- Premio miglior bacio;
- Premio miglior attore drammatico Robert Pattinson;
- Premio miglior attrice drammatica Kristen Stewart;
- Premio miglior attore esordiente maschile Taylor Lautner;
- Premio miglior attrice esordiente femminile Ashley Greene;
- Premio miglior cattivo Cam Gigandet;
- Premio miglior scena romantica;
- Premio miglior scena d'azione;

2009 Scream Award :
- Premio Best Fantasy Film;
- Premio Best Fantasy Actress a Kristen Stewart;
- Premio Best Fantasy Actor a Robert Pattinson;
- Premio Breakout Performance-Male a Taylor Lautner;
- Nomination premio The Ultimate Scream;
- Nomination premio Best Supporting Actress a Ashley Greene;
- Nomination premio Breakout Performance-Male a Robert Pattinson;
- Nomination premio Best Ensemble;
- Nomination premio Scream Song of the Year per Decode cantata dai Paramore
- Nomination premio Best Villain a Cam Gigandet;

2009 Digital Spy Movie Awards:
- Premio miglior Blockbuster;
- Premio miglior attrice a Kristen Stewart;

## Casi mediatici
Durante il lancio pubblicitario del film, il settimanale americano Entertainment Weekly pubblicò, il 14 luglio 2008 una copertina con i due protagonisti Kristen Stewart e Robert Pattinson truccati nei loro rispettivi ruoli di Bella Swan ed Edward Cullen. La copertina della rivista fece scatenare nei milioni di fan della saga di Twilight sparsi per il mondo, un'ondata di protesta per la scelta dei due attori protagonisti. La foto infatti ritraeva Pattinson e Stewart truccati pesantemente che non rispecchiavano affatto le aspettative e le descrizioni dei personaggi del libro. La protesta si estese principalmente alla scelta di Robert Pattinson, facendo nascere dei veri e propri comitati anti-Pattinson con tanto di petizione on-line per annullare l'ingaggio dell'attore.

## Sequel
Dati gli incassi del film, la Summitt Entertainment ha deciso di procedere alla realizzazione del sequel di Twilight, intitolato The Twilight Saga: New Moon. La sceneggiatura sarà di nuovo affidata a Melissa Rosemberg mentre Catherine Hardwicke non è stata confermata alla regia. Al suo posto è stato scelto Chris Weitz, regista di film come About a Boy - Un ragazzo (2002) e La bussola d'oro (2007). Alcuni degli attori principali della prima pellicola sono stati confermati, tra i quali Robert Pattinson, Kristen Stewart, Ashley Greene, Kellan Lutz e Jackson Rathbone.